# Самарка (Челябинская область)
Самарка — деревня в Чебаркульском районе Челябинской области России. Входит в состав Тимирязевского сельского поселения.

## География
Деревня находится в центральной части Челябинской области, в лесостепной зоне, на правом берегу реки Биргильды, на расстоянии примерно 30 километров (по прямой) к востоку-юго-востоку (ESE) от города Чебаркуль, административного центра района. Абсолютная высота — 278 метров над уровнем моря.
Часовой пояс
Деревня Самарка, как и вся Челябинская область, находится в часовой зоне МСК+2. Смещение применяемого времени относительно UTC составляет +5:00.

## Население
| 2002 | 2010 |
| ---- | ---- |
| 177  | ↗195 |

Гендерный состав
По данным Всероссийской переписи населения 2010 года в гендерной структуре населения мужчины составляли 51,3 %, женщины — соответственно 48,7 %.
Национальный состав
Согласно результатам переписи 2002 года, в национальной структуре населения русские составляли 62 %.

## Улицы
Уличная сеть деревни состоит из шести улиц.